# ポピーブロスJr.
ポピーブロスJr.（ポピーブロスジュニア）は任天堂のゲームソフト「星のカービィ」シリーズに登場する架空のキャラクター「ポピーブラザーズJr.」の略称である。
普段はリンゴやマキシムトマトで玉乗りをしている。他には爆弾やブーメランで攻撃してくる。ポピーブロスSr.の子分的存在。

## ゲーム
星のカービィ
主にリンゴに乗っている。グリゾーに乗っていたりもする。
星のカービィ 夢の泉の物語、星のカービィ 夢の泉デラックス
リンゴ乗りポピーの他にマキシムトマトに乗ったトマト乗りポピーもいる。
星のカービィ2、星のカービィ3
これといった特徴はない。
星のカービィ スーパーデラックス、星のカービィ ウルトラスーパーデラックス
爆弾やブーメランで攻撃してくる。爆弾を持ったものを吸い込むとボム、ブーメランを持ったものを吸い込むとカッターをコピーできる。ボムのヘルパーを務める。
星のカービィ64
爆弾で攻撃してくる。ボムをコピーできる。
カービィのピンボール
爆弾を仕掛けるほか、ボス戦へ行くための条件であるヒヨコの孵化の邪魔をする。
カービィのきらきらきっず(SFC)
おはなしモードで2番目に登場する。
コロコロカービィ
赤色と青色のポピーがおり、リンゴに乗っている。当たってもダメージはないが弾かれてしまう。
星のカービィ 鏡の大迷宮
サブゲーム、ギガトンパンチの背景に存在。
星のカービィ Wii
爆弾で攻撃してくる。ボムをコピーできる。
星のカービィ スターアライズ
ボムのフレンズヘルパーとして登場。

## 漫画
星のカービィ デデデでプププなものがたり
ポピーブロスSr.の弟として登場している。
ポピーブロスSr.が見栄でプププランドの王様になったと嘘をついた時にやってきて、ポピーブロスSr.を「ポピー大王」と慕い、デデデ大王を色々困らせた（なお、本人は嘘だと知っていた様子）。性格は真面目な兄のポピーブロスSr.とは対照的に生意気。
星のカービィ
ポピーブラザーズジュニアと言う名前で、ワドルディと共にデデデ大王の部下として登場した。関西弁で喋る。怒ると爆弾を投げる。デデデ大王に対して対等な口をきく。デザインは『星のカービィ』における旧デザイン。
星のカービィ プププランドの仲間たち
上記作品と同様、デデデ大王の一番部下として登場。丁寧語で喋る。デデデ大王の我侭ぶりに頭を抱えているが基本的に忠実。
星のカービィ プププヒーロー
ワドルドゥと共にデデデ大王の部下として登場。

## 関連キャラクター
ポピーブロスSr.
ポピーブロスJr.の兄にあたる。詳しくは個別項目を参照。
サーキブル
『星のカービィ』からほとんどの作品に登場。頭のカッターを投げる。「カッター」をコピーできる。
ブーマー
『星のカービィ』のエキストラモードに登場するポピーの亜種で、サーキブルの強化型。ブーメランを投げる。
ボンバー
『星のカービィ 夢の泉の物語』からほとんどの作品に登場。爆弾のような敵キャラクターで「クラッシュ」をコピーできる。
ロードキブル
『星のカービィ2』に登場するサーキブルの亜種。サーキブル同様、頭のカッターを投げる。サーキブルとの違いは、マスクの覗き穴の形状と肩鎧の有無。
ギョドン
『星のカービィ64』に登場する緑色の魚。水中にいて、近づくと自爆する。｢ボム｣をコピーできる。
ミックン
『星のカービィ64』に登場。ミサイルの様な敵キャラクターで、ポピー同様「ボム」をコピーできる。
バルーンボンバー
『カービィのエアライド』に登場するボンバーの亜種。鮫のような体格をしたミサイルのような敵キャラクターで、「ボム」をコピーできる。
フォーリー
『星のカービィ 鏡の大迷宮』、『星のカービィ 参上! ドロッチェ団』、『星のカービィ Wii』に登場。黄色い爆弾。普段は頭部に付いた葉っぱのプロペラで空中を浮遊しているが、カービィが近づくとプロペラを切り離して落下してくる。地面に落ちるか攻撃すると爆発する。「ボム」をコピーできる。
ドッコーン
『星のカービィ 鏡の大迷宮』に登場。普段は壁などに待機していて、カービィが近づくと発射し追尾する。｢ミサイル｣をコピーできる。
ペロット
『星のカービィ ウルトラスーパーデラックス』に登場。新モード「大王の逆襲」でポピーブロスJr.の差し替えとして登場。ピエロのような顔をしており、ポピーブロスJr.同様、爆弾とブーメランを投げてくる。
サーチス
『星のカービィWii』に登場するボンバーの亜種。浮遊機雷のような敵キャラクターで、カービィが近づくと爆発する。「クラッシュ」をコピーできる。